# The Divine Comedy (альбом)
The Divine Comedy — студийный альбом актрисы Миллы Йовович, выпущенный 5 апреля 1994 года.

## Об альбоме
Сингл «Gentleman Who Fell» был в составе саундтрека фильма «Правила секса».
Джон Макэлли из «Rolling Stone» оценил альбом как «примечательный».

## Список композиций
1. The Alien Song — 4:45
2. Gentleman Who Fell — 4:39
3. It’s Your Life — 3:45
4. Reaching From Nowhere — 4:10
5. Charlie — 4:10
6. Ruby Lane — 4:36
7. Bang Your Head — 3:23
8. Clock — 4:15
9. Don’t Fade Away — 5:43
10. You Did It All Before — 3:58
11. In a Glade — 2:27 (украинская народная песня «Ой у гаю, при Дунаю»)

## Участники записи
- Милла Йовович